# Friedrich von Dänemark (1753–1805)

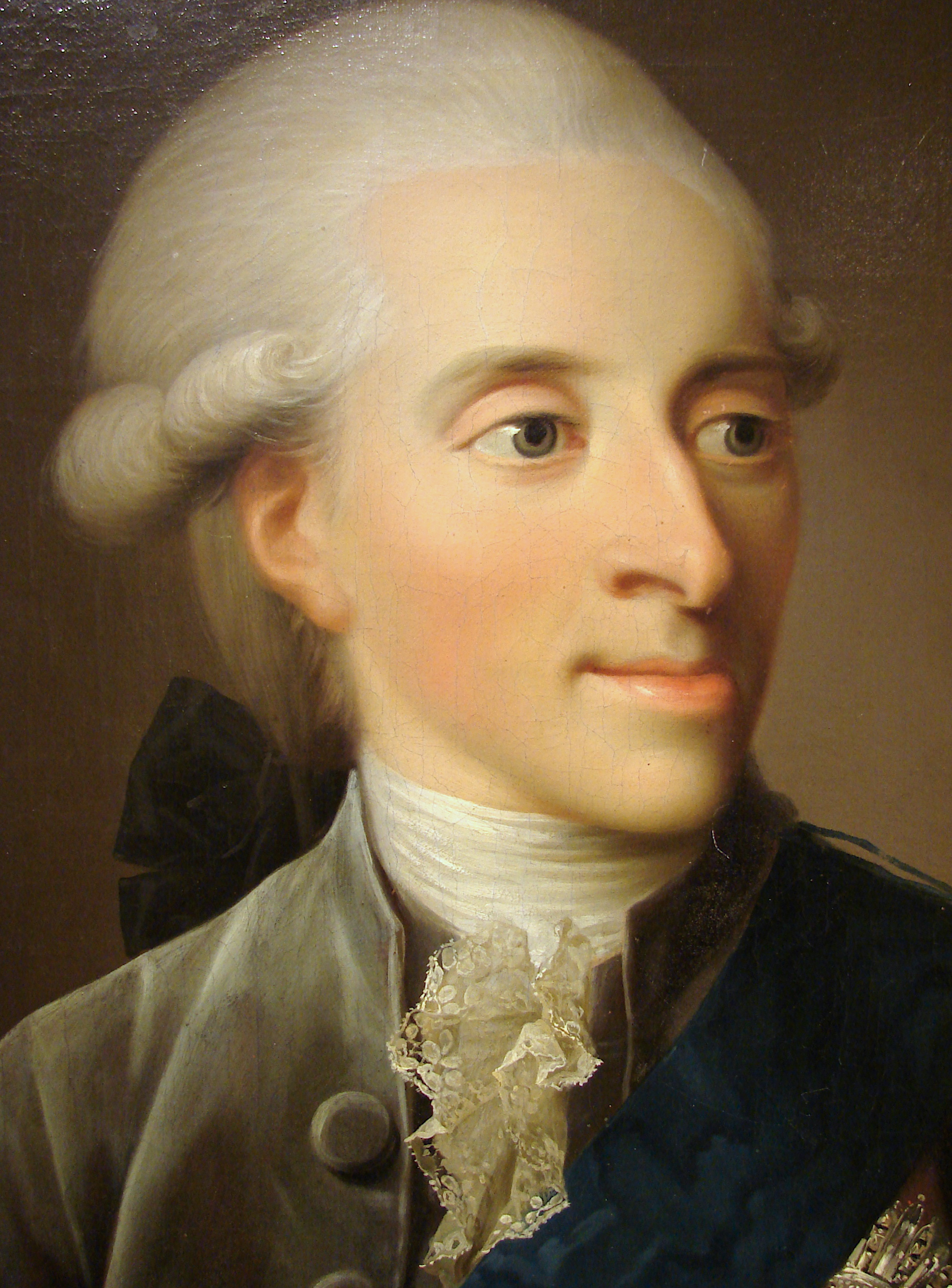
Erbprinz Friedrich. Porträt von Jens Juel, 1785.

Friedrich, Prinz von Dänemark und Norwegen (* 11. Oktober 1753 in Kopenhagen; † 7. Dezember 1805 auf Schloss Amalienborg) war Sohn des Königs Friedrich V. von Dänemark und dessen zweiter Gemahlin Juliane von Braunschweig-Wolfenbüttel.

## Leben

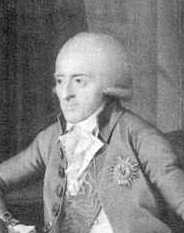
Prinz Friedrich von Dänemark

Friedrich war die zentrale Figur der Opposition gegen den Grafen Struensee und fähiges Mitglied der Regierung für seinen geisteskranken Halbbruder Christian VII. Nach dem Sturz Struensees 1772 wurde er zum offiziellen Regenten ernannt, während die tatsächlichen Machthaber in Dänemark seine Mutter Juliane Marie und sein ehemaliger Lehrer Ove Høegh-Guldberg waren. Nach der Machtübernahme durch Friedrich VI. 1784 war seine politische Laufbahn allerdings zu Ende und er lebte als Privatperson bis zu seinem Tod zunächst im Schloss Christiansborg, nachdem dieses am 26. Februar 1794 niedergebrannt war, in Schloss Amalienborg und Schloss Sorgenfri.

## Ehe und Nachkommen
Prinz Friedrich heiratete 1774 Sophie Friederike (1758–1794), Tochter des Prinzen Ludwig zu Mecklenburg. Sie hatten folgende Kinder:
- Juliane Marie (*/† 1784)
- Christian VIII. (1786–1848), König von Dänemark
- Juliane Sophie (1788–1850) ⚭ 1812 Landgraf Wilhelm von Hessen-Philippsthal-Barchfeld
- Louise Charlotte (1789–1864) ⚭ 1810 Landgraf Wilhelm von Hessen-Kassel-Rumpenheim
- Friedrich Ferdinand (1792–1863), 1848–1863 Kronprinz von Dänemark ⚭ 1829 Caroline, Tochter des Königs Friedrich VI. von Dänemark